# Гомін волі (газета, Підволочиськ)
Гомін волі — газета Підволочиського району. Реєстраційне свідоцтво ТР № 642—242ПР. Виходить з 1990-х.
Засновник: ТОВ "Редакція газети «Гомін волі».

## Відомості
Виходила під назвами: «Червоний Скалат», «Збручанська зоря», «Збручанські вісті», а на початку 1990-х злилася з органом районної організації НРУ «Гомін волі» й взяла її назву.

## Редактори
- Й. Перхалюк
- М. Шпікула
- О. Хмилик
- Я. Сиривко (від 1996)
- Сиривко Людмила Олександрівна — заслужений журналіст України[2].